# Travestissement
 (avril 2019).
Ne doit pas être confondu avec Transidentité.

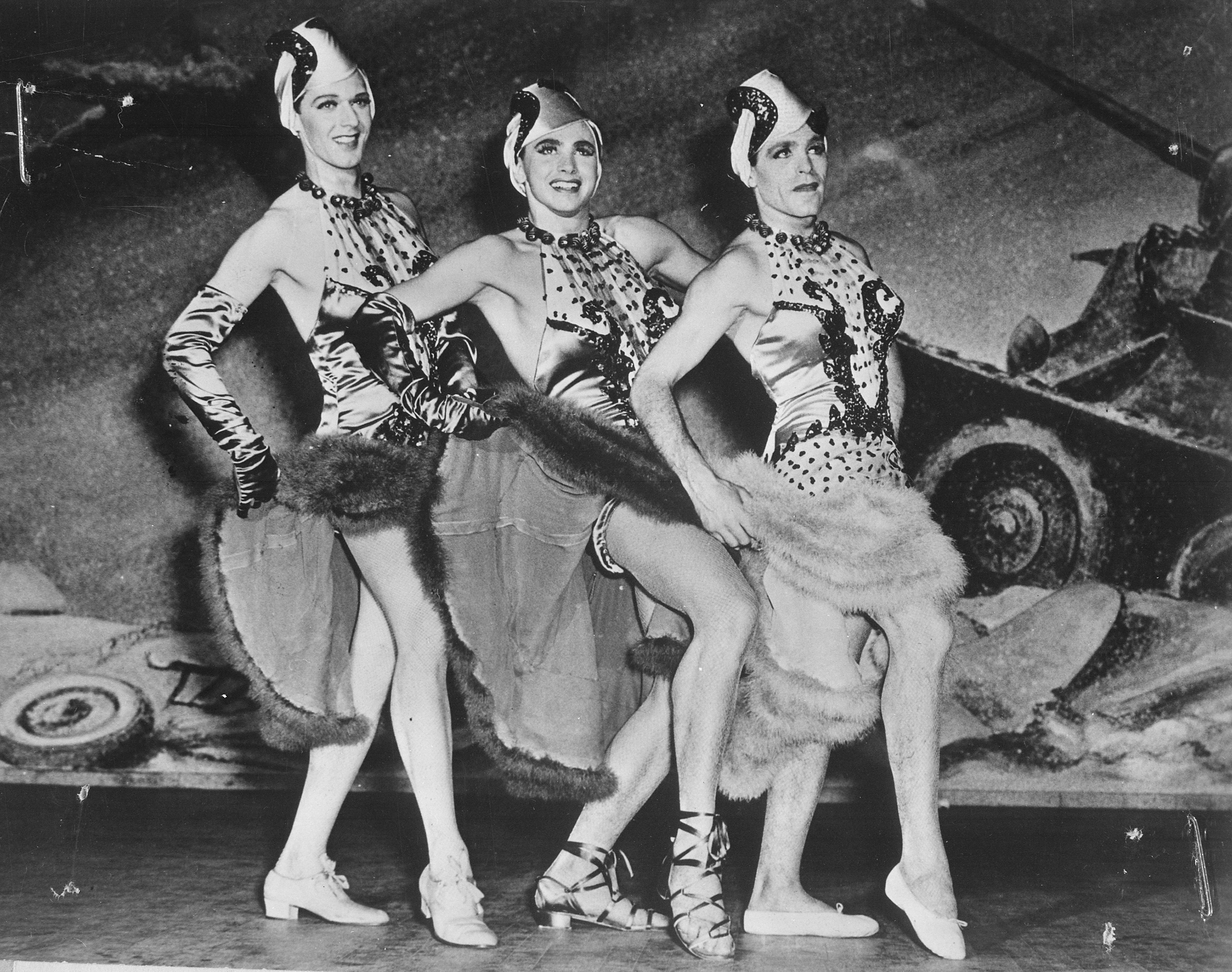
This Is The Army, revue américaine des années 1940.

Le travestissement est une pratique qui consiste à porter les vêtements et autres accessoires qui sont, dans une société donnée, généralement associés au genre opposé du sien dans le but de ressembler volontairement aux personnes du genre opposé. Le travestissement peut impliquer d'adopter les comportements associés à un genre différent du sien.

## Définition: différents travestissements

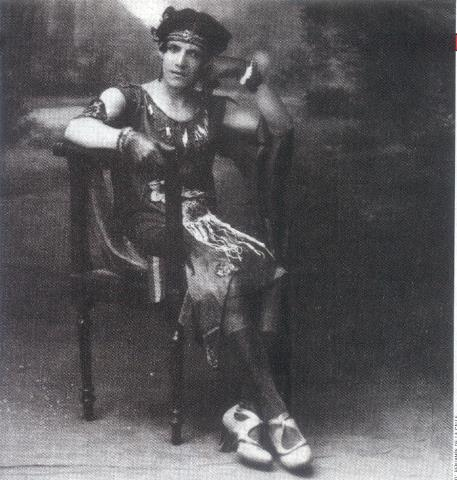
Álvaro Echavarría, connu sous le surnom El excluido, est le premier travesti colombien à avoir été photographié. Photographie de Benjamín de la Calle, 1927.

Le terme « travestissement » désigne l'acte de s'habiller avec des vêtements considérés traditionnellement comme étant liés au sexe opposé. Cela n'implique aucune corrélation avec l'orientation sexuelle et l'identité de genre.  
Il y a de nombreuses sortes de travestissements, et de nombreuses raisons pouvant mener une personne à le pratiquer.
Au XIXe siècle, les femmes qui se travestissent ont des motivations souvent multiples. L'un des aspects récurrents est que se vêtir et se faire passer pour un homme, par divers moyens, pouvait accorder le privilèges qui vont avec cette apparence.  
D'abord une forme de travestissement sur scène, le transformisme prend le sens au cours du XXe siècle spécifiquement de l'incarnation d'une célébrité au cours d'un spectacle. Quant au drag, dont l'une des figures les plus connues est la drag queen, il est né du travestissement au sein de la culture LGBT afro-américaine et est une forme d'art utilisant le vêtement, le maquillage, la coiffure et l'expression scénique.

### Monde latino-américain
Bien que le terme "travesti" désigne habituellement quelqu'un qui a l'habitude de se travestir, les différences avec la transidentité et l'homosexualité restent floues dans beaucoup des pays, notamment en Amérique Latine, surtout au niveau de la terminologie employée. Ainsi, le terme "travesti" peut être employé indifféremment pour parler d'hommes homosexuels (comme au Mexique), de personnes transgenres (comme en Argentine), ou même des personnes nées hommes qui se considèrent d'un "troisième genre", aux traits féminins mais pas exactement des femmes (comme au Brésil, au Mexique, au Chili et Cuba).

## Exemples historiques célèbres de personnes travesties

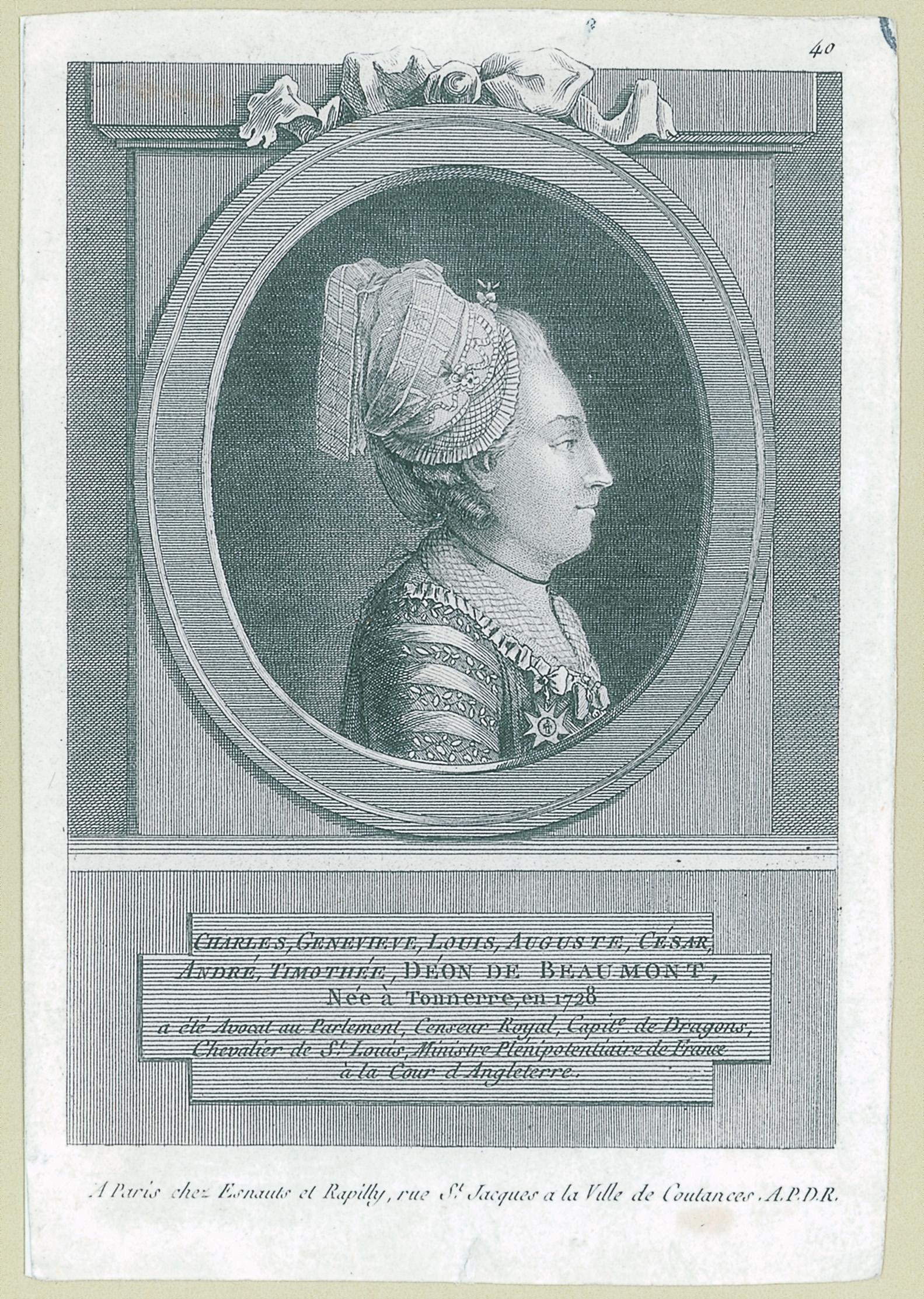
Pierre Adrien Le Beau, Le chevalier d'Éon en habits féminins'.'

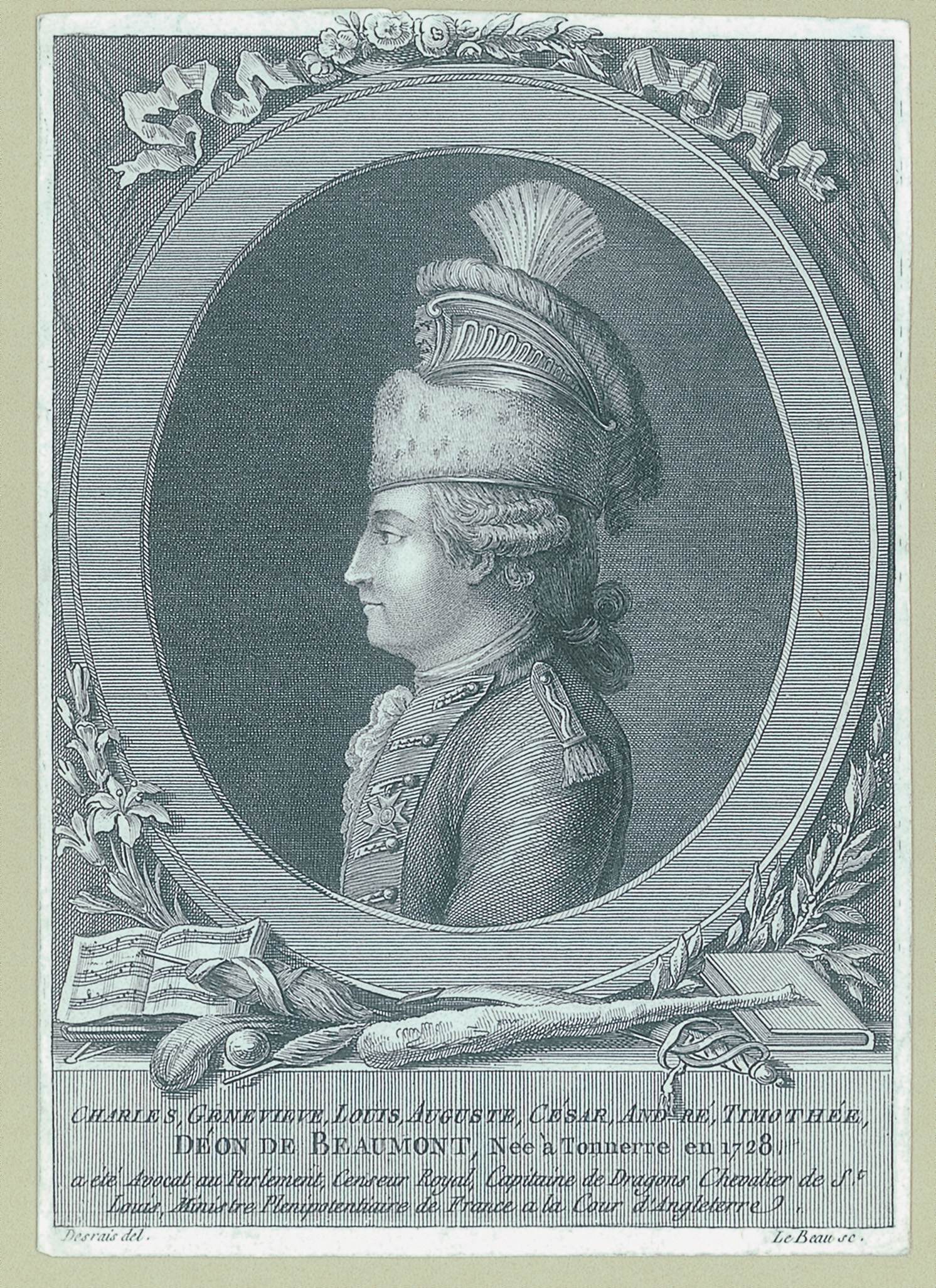
Pierre Adrien Le Beau, Le chevalier d'Éon, en habits masculins.

Certains événements historiques ont vu une pratique importante du travestissement à des fins pragmatiques, par exemple pour emporter des positions par la ruse pendant les guerres de Religion; en dehors de ces exemples dus aux circonstances, des cas individuels sont également connus.
L'histoire a parfois retenu le nom de certains malgré, ou parfois à cause de, l'ambiguïté de leur apparence, tel l'abbé de Choisy ou le chevalier d'Éon, célèbre agent du Secret du Roi sous Louis XV ayant effectué la plupart de ses missions diplomatiques ou d'espionnage sous une apparence féminine, dont l'alliance avec la Russie de la tsarine Élisabeth Ire, en se présentant selon ses dires à la cour de cette dernière en tant que Lya de Beaumont, lectrice de l'impératrice puis quelques années plus tard en tant que capitaine du corps des dragons de sa majesté.
Christophe-Paulin de La Poix de Fréminville, dit Chevalier de Fréminville, (24 janvier 1787 à Ivry-sur-Seine - 12 janvier 1848 à Brest) est un officier de marine, savant, archéologue et écrivain français. Capitaine des frégates du roi, il est fait chevalier de l'ordre royal et militaire de Saint-Louis et de celui de l'ordre du Christ de Portugal. Résidant à Brest en Bretagne à la fin de sa vie, il est accepté par la société de l'époque, chose rare. Sa vie à fait l'objet de nombreuses biographies.
Parmi les exemples historiques célèbres :
- Quand les khans mongols gouvernaient la Chine durant la dynastie Wei du Nord, Hua Mulan, une chinoise n'ayant pas de frères pour répondre aux obligations de conscription, se fit passer pour un homme afin d'épargner à son père, malade et âgé, d'aller à la guerre commencée par les Khans. Sa légende est relatée dans le fameux Mulan Ci, ou Ballade de Mulan.
- Plusieurs histoires des Pères du désert parlent de moines qui étaient en fait des femmes déguisées[réf. nécessaire], ce qui n'était découvert que lors de la toilette funéraire. L'une de ces femmes, Sainte Marine de Bythinie la Déguisée, serait entrée dans un monastère avec son père et y aurait vécu sous le nom de Marin. Quand elle aurait été accusée à tort d'avoir rendu enceinte une femme, elle aurait supporté l'accusation au lieu de révéler son identité réelle pour laver son nom, une action louée dans les hagiographies médiévales comme un exemple d'humilité et de patience[réf. nécessaire].
- La légende de la papesse Jeanne allègue qu'elle était une papesse féminine qui s'habillait en homme et régna de 855 à 858. Les historiens modernes la regardent comme une figure mythique qui daterait d'une satire anti-papale du XIIIe siècle.
- Jeanne d'Arc était une paysanne française qui entra dans les armées françaises contre les forces anglaises combattant en France vers la fin de la guerre de Cent Ans. C'est une héroïne nationale en France et une sainte catholique. Après avoir été capturée par les Anglais, elle fut brûlée vive sur un bûcher à la suite d'un jugement par une cour religieuse. Le fait de porter des vêtements masculins a été cité comme l'une des principales raisons pour son exécution. Un certain nombre de témoins, toutefois, affirmaient qu'elle disait porter des vêtements masculins parce qu'elle craignait que les gardes la violent la nuit venue.
- Anne Bonny et Mary Read étaient deux pirates de la fin du XVIIe siècle. Bonny, en particulier, acquit une notoriété certaine, mais les deux furent capturées. Contrairement au reste de l'équipage, masculin, elles ne furent pas immédiatement exécutées parce que Read était enceinte et que Bonny affirmait l'être aussi.
- Bonnie Prince Charlie, petit-fils du roi Jacques II d'Angleterre, se fit passer, sous le nom de Betty Burke, pour la servante de Flora MacDonald, à la fin de la bataille de Culloden, lors de sa fuite vers l'île de Skye en 1746.
- Charles-Geneviève-Louis-Auguste-André-Timothée Éon de Beaumont (1728-1810), plus connu sous le nom du Chevalier d'Éon, était un soldat et diplomate français qui vécut la première partie de sa vie en tant qu'homme et la seconde en tant que femme. En 1771, il affirma que, physiquement, il était une femme et non un homme, ayant simplement été élevé comme une femme. À partir de cette période, il vécut comme une femme. À sa mort, on découvrit que cette personne était anatomiquement un homme.
- Marie Adrian, tailleuse lyonnaise, a défendu la ville de Lyon au poste de canonnière en portant des vêtements d'homme, durant le siège de la Convention nationale en 1793. Elle a par la suite été guillotinée.
- George Sand est le pseudonyme d'Amandine-Aurore-Lucile Dupin, romancière du début du XIXe siècle, qui portait exclusivement des vêtements masculins. Dans son autobiographie, elle explique en détail les différents aspects du travestissement qu'elle pratiquait. Elle manipulait son identité afin de pouvoir écrire dans une société littéraire machiste. Une femme ne pouvait y être considérée comme un écrivain, ainsi, son identité masculine lui permettait d'avoir un certain mérite qu'elle n'aurait pas eu en écrivant sous la plume d'une femme[8].
- James Allen, mort en 1829, l'autopsie de son corps révéla qu'il s'agissait en réalité d'une femme se travestissant depuis des dizaines d'années. L'illusion fut si parfaite que James Allen était marié à une femme, Abigail, depuis 21 ans, sans que l'information n'ait été révélée[9].
- Alfred P. est un travesti brésilien ayant longtemps vécu en Europe sous le nom de Dina Alma de Paradeda. Homosexuel, ses fiançailles avec un Allemand ignorant de son sexe causeront sa mort en 1906. Les journaux allemands le surnommeront die männliche Braut (« la Fiancée mâle »).
- Dorothy Lawrence était une reporter de guerre anglaise qui se déguisa en homme afin de pouvoir être enrôlée comme soldat durant la Première Guerre mondiale.
- Paul Grappe, alias Suzanne Landgard, déserteur de la Première Guerre mondiale devenu travesti pour échapper à la police, se prostituant avant d'être amnistié en 1925 mais, violent et alcoolique, il est tué par sa femme Louise Landy[10].

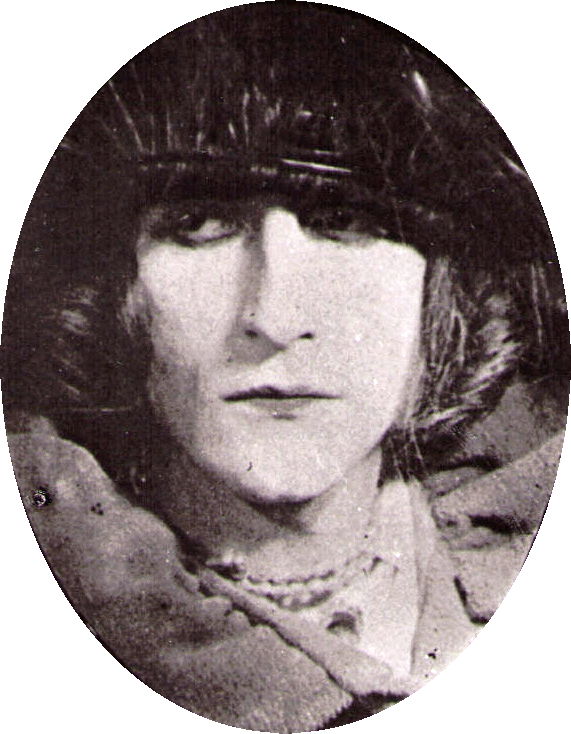
Rrose Sélavy, ici photographiée par Man Ray, était le double de Marcel Duchamp. 1921.

- Rrose Sélavy, l'alter-ego féminin de Marcel Duchamp, reste l'une des parties les plus énigmatiques de l'œuvre de cet artiste. Elle émergea d'abord dans des portraits effectués par Man Ray à New York dans les années 1920, quand Duchamp et Man Ray collaboraient sur de la photographie conceptuelle. Rrose Sélavy continua à vivre comme l'une des personnes à laquelle Duchamp attribua certaines de ses œuvres, des Ready-mades, des jeux de mots et des écrits tout au long de sa carrière. En créant pour lui-même cette figure féminine, dont les attributs étaient la beauté et l'érotisme, il rendit délibérément plus complexe la compréhension de ses idées et de ses motivations. Des artistes plus contemporains comme J. S. G. Boggs (en), Yasumasa Morimura ou Grayson Perry ont exploré eux aussi le travestissement.
- Billy Tipton était un pianiste de jazz et saxophoniste réputé aux États-Unis pendant la Grande Dépression. Il est né sous le nom de Dorothy Lucille Tipton en 1914 mais commença à vivre en tant qu'homme dans les années 1930. Il se maria cinq fois à des femmes et adopta trois garçons. Il eut une longue carrière comme musicien, puis dans ses vieux jours, comme artiste de divertissement. Hormis la famille dans laquelle il était né et jusqu'à sa mort en 1989, personne n'était au courant du fait qu'il était biologiquement de sexe féminin.
- On dit d'Edward Hyde, troisième Comte de Clarendon, gouverneur colonial de New York et du New Jersey au début des années 1700, qu'il aimait se promener dans les rues habillé avec les vêtements de sa femme, mais cela est mis en doute[11].
- Le comédien britannique Eddie Izzard affirme avoir pratiqué le travestissement toute sa vie. En scène et dans sa vie quotidienne, il s'habille parfois de façon masculine, parfois de façon féminine, mais jamais sans essayer de « passer » pour une femme. Il affirme que les hommes devraient avoir les mêmes « clothing rights » (droits de d'habiller) que les femmes.

## Art et culture

### Littérature
Les contes de fées comportent bien moins de personnages pratiquant le travestissement, mais occasionnellement, une héroïne peut avoir besoin de la liberté de mouvement accordée aux hommes, comme dans le conte Allemand Les Douze Chasseurs, le Tale of the Hoodie écossais, le Joueur de luth russe ou Constance/ Constantin de l'italien Giovanni Francesco Straparola.
La classification Aarne-Thompson évoque la fille travestie dans le conte-type 884A (« A Girl disguised as a Man is wooed by the Queen »). Ce conte-type a été repris au XVIIIe siècle par des auteurs comme Marie-Catherine d'Aulnoy (Belle Belle ou le Chevalier fortuné), Louis de Mailly (Constance sous le nom de Constantin) ou encore Marie-Jeanne L'Héritier de Villandon (Marmoisan ou l’Innocente Tromperie). Tous ces contes abordent la question de la place de la femme dans la société. Dans ces contes, la femme, contrairement au rôle auquel elle est traditionnellement tenue, s'émancipe.
Dans l'Orlando furioso de Ludovico Ariosto, Bradamante, une femme chevalier, porte une armure de plaques ; de la même façon, Britomart porte une armure dans La Reine des fées d'Edmund Spenser. Que ce soit de manière intentionnelle ou non, ces armures les déguisent en hommes et elles sont prises pour telles par les autres personnages. Dans Orlando Furioso, Fiordespina tombe amoureuse de Bradamante ; son frère Ricciardetto se déguise en sa sœur (donc en femme), persuade Fiordespina qu'il est Bradamante, transformé magiquement en homme pour rendre leur amour possible et, dans son apparence féminine, vit une histoire d'amour avec elle.
Antérieurement, la littérature du Moyen Âge français proposait déjà quelques figures de travesties, dont la plus célèbre est Silence, dans le roman homonyme Le Roman de Silence de Heldrix de Cornouaille.
Dans Arcadia de la comtesse de Pembroke, sir Philip Sidney fait en sorte que l'un de ses héros, Pyrocles, se déguise en Amazone et se fasse appeler Zelmane, afin de pouvoir approcher Philoclea, que Sidney aime.
Lord Byron, dans son Don Juan, raconte que Don Juan se déguisa en femme dans un harem.
En littérature francophone, on peut citer Gabriel, roman de George Sand paru en 1839 et relatant l'histoire d'une femme élevée et vêtue comme un homme au XVIe siècle afin de sauver sa famille de la ruine. Au XXe siècle, on peut citer L'Enfant de sable de Tahar Ben Jelloun, 1985.
Dans Le Régiment monstrueux de Terry Pratchett, tout un régiment de femmes (de différentes origines) s'habillent en hommes pour entrer dans l'armée. C'est une satire du phénomène de travestissement durant la guerre.
En 2012, dans l'ouvrage autobiographique Travesti publié aux éditions Le Dilettante, David Dumortier développe ce thème du travestissement. L'ouvrage est sélectionné pour le Prix Mauvais genres 2012.
L'Enfant travesti est le premier tome de la trilogie autobiographique inachevée La Beauté des femmes de Jean-Luc Seigle, qui meurt en mars 2020, un an avant la publication de ce premier volet. L'ouvrage se déroule en Auvergne, durant les années 1960, et l'auteur « y raconte à la première personne le désarroi d’un garçonnet de 5 ans, Jean, qu’une mère trop jeune, volage et coquette, s’obstine à habiller et coiffer en fille », selon la critique de Télérama.

### Mythologie

#### Dans lamythologie grecque
- En châtiment du meurtre d'Iphitus, Héraclès/Hercule est livré en esclavage à Omphale. Plusieurs versions de cette histoire racontent qu'elle ne lui attribuait pas seulement des tâches féminines, mais qu'elle l'obligeait à s'habiller en femme pendant qu'il était son esclave.
- Achille a revêtu des habits féminins à la cour du roi Lycomède.
- Athéna vient souvent à l'aide de ses protégés sous l'apparence d'un homme dans l'Odyssée (elle apparaît par exemple sous les traits de Mentor à Télémaque).

#### Dans les légendes et lamythologie nordique
- Thor déguisé en Freyja dans le but de ramener Mjöllnir à Þrymskviða.
- Odin déguisé en guérisseuse dans ses efforts pour séduire Rindr.
- Loki se changea en jument et devint sous cette forme la mère de Sleipnir. Dans Lokasenna, Odin et lui se moquent l'un de l'autre pour avoir pris une forme féminine, porté des enfants et les avoir allaités, les détails suivants de ces mythes n'ont pas été transmis.
- Hagbard dans la légende scandinave de Hagbard et Signy (les Roméo et Juliette des Vikings). Après avoir massacré les frères et les suivantes de Signy, Hagbard n'était plus le bienvenu à la cour de Sigar, le père de Signy. Hagbard s'est alors déguisé en l'une des écuyères de son frère Haki afin d'accéder à la chambre de sa bien-aimée. Quand les servantes ont lavé ses jambes, elles lui ont demandé pourquoi elles étaient si velues et pourquoi ses mains étaient si calleuses. Il dut inventer un discours ingénieux pour expliquer son étrange apparence. Signy, cependant, qui avait compris qu'il s'agissait de Hagbard venu la retrouver, confirma à ses servantes la véracité de ce discours. Hagbard fut cependant démasqué par les servantes et arrêté par les guerriers de Sigar. Il fut pendu et Signy se suicida sous les yeux de son amant arrivé au gibet.
- Frotho I s'est déguisé en écuyère lors d'une de ses campagnes orientales.
- Hervor de la Hervarar saga. Quand Hervor apprit que son père avait été l'infâme berserker suédois Arngrim, elle s'habilla en homme, se fit appeler Hjörvard et vécut longtemps en tant que Viking.

#### Dans lamythologie indienne: LeMahâbhârata
- Dans la période Agnyatbaas (« exil ») d'un an imposée aux Pândavas, Arjuna se travestit en Brihannala et devint une professeur de danse.

### Événements festifs
Le travestissement est le sujet de nombreuses œuvres littéraires et joue un rôle significatif dans la culture populaire. Des références au travestissement sont utilisées fréquemment pour donner un effet comique. Des événements populaires sont centrés sur le travestissement, tels que le Southern Decadence de La Nouvelle-Orléans, dans lequel les participants officiels au festival sont encadrés par les Grand Marshals (grands maréchaux), qui sont traditionnellement des hommes pratiquant le travestissement.

### Bande dessinée
- Mauvais Genre, bande dessinée de Chloé Cruchaudet, inspirée de l'essai des historiens Fabrice Virgili et Danièle Voldman La Garçonne et l'Assassin (Payot, 2011), publiée chez Delcourt en 2013.

### Théâtre

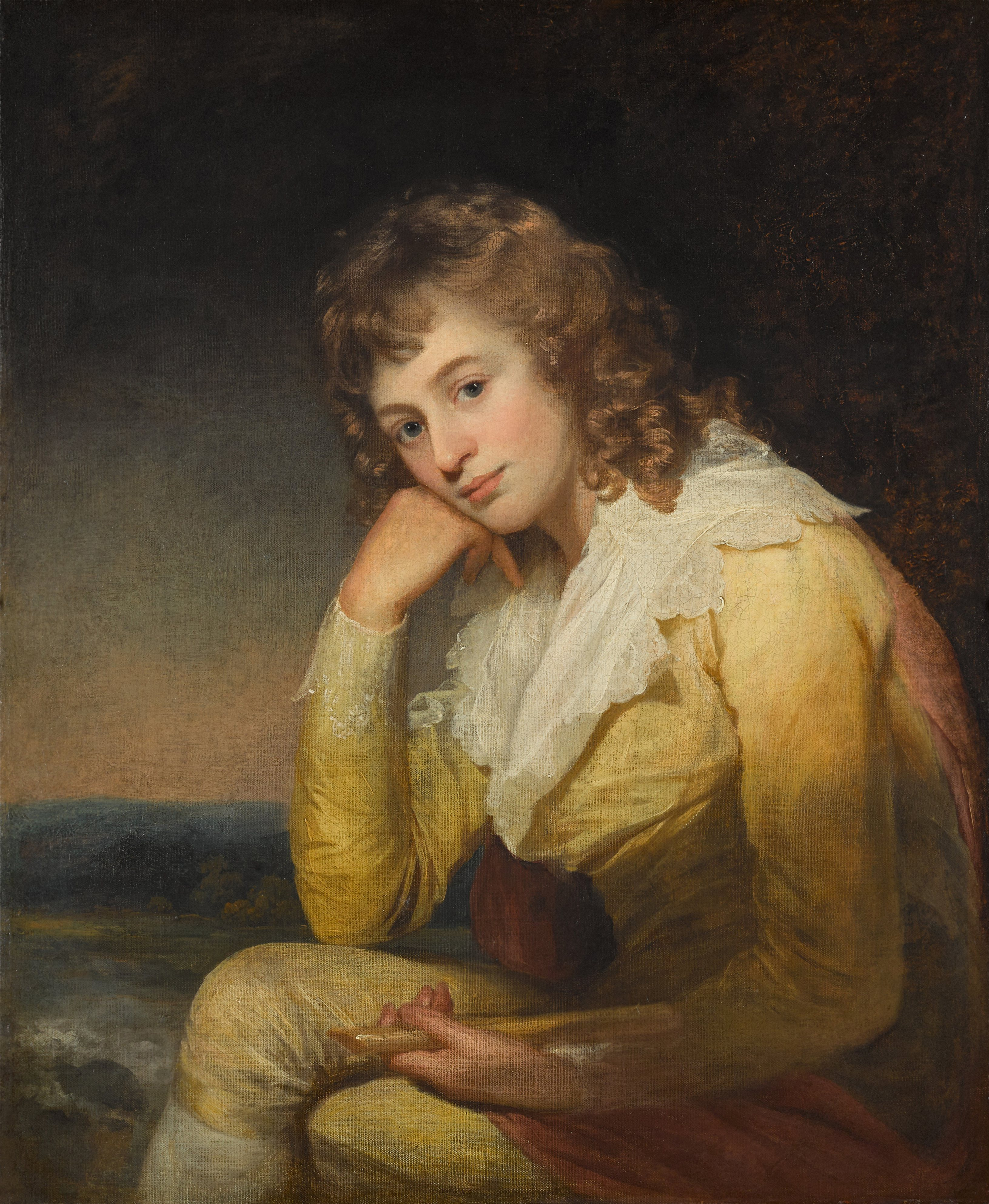
Dorothea Jordan dans le rôle de Rosalind de Comme il vous plaira (Shakespeare), vêtue d'habits masculins.

William Shakespeare utilisa assez fréquemment des personnages féminins pratiquant le travestissement, qui prennent l'habit masculin afin de mener des actions difficiles pour une femme. Dans Le Marchand de Venise, Portia et Nerissa s'habillent en hommes pour plaider à la cour en représentant le marchand, et leur ruse est une réussite ; dans la même pièce, la sœur de Shylock, Jessica, s'habille en homme afin de pouvoir s'enfuir avec son amant chrétien.
La Nuit des rois traite beaucoup du travestissement à travers la protagoniste, Viola. Elle se déguise en Cesario, et se retrouve prise immédiatement dans un triangle amoureux. Elle aime le Duc Orsino, qui aime la Comtesse Olivia, qui aime Cesario. Heureusement, tout se résout quand le frère de Viola, Sebastian, qu'on croyait mort, revient. On voit Viola en tant que Viola dans une seule scène. Dans le reste de la pièce, on la voit en tant que Cesario. Quand Rosalind et Celia s'enfuient de la cour dans, Comme il vous plaira, Rosalind s'habille, pour les protéger, en homme. Toutefois, dans le but de compliquer encore la situation pour obtenir un effet comique, Shakespeare fait que le personnage masculin de Rosalind s'habille lui-même en femme pour aider un ami à obtenir les faveurs de la fille dont il est épris. Dit autrement, il s'agit d'un homme (l'acteur) s'habillant en femme qui s'habille en homme qui s'habille en femme.
- La pièce de David Henry Hwang (en), M. Butterfly (1988), est centrée sur l'histoire d'amour entre un diplomate français et un chanteur de l'opéra de Pékin qui joue du dan (旦) (des rôles féminins).
- Dans la comédie musicale Rent, Angel est un exemple de drag queen actuelle.
- Bien qu'il y ait un débat pour savoir si dans la comédie musicale, puis le film, Hedwig and the Angry Inch, Hedwige est transgenre ou pratique simplement le travestissement, ce personnage est un autre exemple de drag queen (la comédie musicale présente aussi un personnage masculin joué traditionnellement par une actrice, bien que le vrai sexe dudit personnage soit laissé volontairement ambigu).

#### Acteurs
- Dans l'Angleterre du Théâtre élisabéthain jusqu'à la Restauration (1660), il était interdit aux femmes d'exercer le métier d'actrices de théâtre. Les rôles féminins dans les pièces de Shakespeare et de ses contemporains étaient donc joués à l'origine par des garçons pratiquant le travestissement. Ainsi, les pièces de Shakespeare susmentionnées dans le présent article impliquent un double travestissement : des acteurs jouant des femmes se déguisant en hommes.
- Tous les rôles du Nô japonais sont traditionnellement joués par des acteurs masculins. Les acteurs jouant des rôles de femmes portent des costumes féminins et des masques portant ces traits.
- Le théâtre japonais Kabuki commença au XVIIe siècle avec des troupes constituées exclusivement de femmes jouant à la fois des rôles masculins et féminins. En 1629, la disgrâce du Kabuki mena à l'interdiction des femmes sur les scènes. Toutefois, la popularité du Kabuki entraîna la formation de troupes composées exclusivement d'hommes pour préserver cette forme d'art théâtral. Dans le Kabuki, la représentation de femmes par des hommes est appelée onnagata.
- Dans la Chine ancienne, presque tous les personnages d'opéra chinois étaient joués par des hommes. Ainsi, tous les acteurs qui jouaient des rôles féminins pratiquaient le travestissement. Mei Lanfang est peut-être l'exemple le plus connu de tels acteurs.
- Les Monty Python sont réputés pour leur pratique du travestissement à des fins comiques dans leurs productions télévisées et cinématographiques. La troupe s'habille le plus souvent dans ce cas en femmes vieilles et laides, que ses membres appellent « pepperpot » (pot de poivre). Bien que Terry Jones soit réputé surtout pour ses personnages féminins, tous les membres de la troupe ont au moins une fois pratiqué le drag dans un sketch ou un autre ; Michael Palin et Eric Idle seraient ceux qui sembleraient les plus féminins, Graham Chapman se spécialisa plutôt dans les rôles d'ennuyeuses femmes au foyer, et John Cleese, dont la troupe affirmait qu'il est le plus hilarant en femme, apparait si peu féminin que ça en devient drôle. En France, on peut citer les Inconnus comme exemples d'acteurs comiques jouant des personnages féminins.
- La Revue Takarazuka est une troupe de théâtre contemporaine japonaise composée exclusivement de femmes, connue pour ses spectacles musicaux très sophistiqués. Les actrices de Takarazuka se spécialisent dans les rôles d'un seul sexe, les actrices jouant les rôles d'hommes étant les mieux payées.
- Dans la pantomime, les pièces, qui sont traditionnellement des adaptations de contes de fées et jouées entre Noël et l'Épiphanie, le rôle masculin principal était auparavant joué par un garçon principal - une jeune et jolie fille. Toutefois, cette pratique a disparu récemment à la suite de l'explosion de la télévision masculine et au fait que les popstars ont remplacé ce rôle dans leur imaginaire. Toutefois, le rôle des Dames en pantomime, des femmes d'âge moyen jouées par des hommes dans un but comique est encore l'un des principaux attraits de la pantomime.
- L'ancien maire de New York Rudolph Giuliani est apparu plusieurs fois habillé en femme dans un but comique plusieurs fois, notamment une apparition au dîner de presse du New York Inner Circle et au cours du Saturday Night Live.
- Dans Lucrèce Borgia, Guillaume Gallienne est programmé dans le rôle titre à la Comédie-Française du 24 mai au 20 juillet 2014.

### Opéra
L'une des principales justifications artistiques de l'existence de ces rôles travestis, « rôles en pantalons », est que certains scenari impliquent de jeunes garçons, mais que l'on a besoin de la puissance vocale d'un adulte et de son expérience scénique en sus d'une voix aigüe de garçon. Ainsi, les femmes sont plus adaptées que les garçons pour jouer ce genre de rôles. On peut citer à titre d'exemple le rôle de Cherubino dans Les Noces de Figaro, et Hansel dans Hansel et Gretel ou encore d'autres personnages dans les opéras de Haendel (comme Bertarido ou Unulfo dans Rodelinda). D'autres rôles de ce type ont été créés afin de donner l'impression qu'un personnage ne vient pas de ce monde (Orphée dans Orphée et Eurydice) ou est efféminé (le prince Idamante dans Idomeneo). Cependant, à l'époque baroque, jusqu'à une certaine partie de la période classique, ces rôles étaient tenus par des castrats qui avaient la puissance vocale nécessaire pour interpréter ces personnages. De nos jours, ces rôles sont tenus par des femmes ou des contre-ténors.
Fidelio, le seul opéra de Beethoven, est inhabituel dans ce sens, car il met en scène une femme se travestissant en homme dans l'histoire. Fidelio, en effet, parle d'une femme se déguisant en jeune homme afin de sortir son époux de prison.
Au début du XXe siècle, Richard Strauss a mis en place dans deux de ses opéras un tel rôle en tant que rôle principal : le compositeur dans Ariane à Naxos et Octavian dans Le Chevalier à la rose.

### Cinéma
Sont rappelés ci-dessous des films et téléfilms traitant du travestissement, en leur associant les personnages concernés. 
- 20 centimètres (2005) de Ramón Salazar.
- A Girl Like Me : L'Histoire vraie de Gwen Araujo (A Girl like Me: The Gwen Araujo Story) (2006) de Agnieszka Holland avec Mercedes Ruehl.
- Adieu ma concubine (Bawang bieji, 1993) de Chen Kaige.
- Fighting Beauty (2003) de Ekachai Uekrongtham, basé sur l'histoire vraie du célèbre boxeur thaïlandais transgenre Nong Toom, star nationale de muay-thaï.
- Belle Époque (1992) de Fernando Trueba, avec Penélope Cruz, Michel Galabru.
- Boys Don't Cry (1999) de Kimberly Peirce d'après la vie de Brandon Teena.
- Breakfast on Pluto (2005) de Neil Jordan.
- Certains l'aiment chaud (Some Like It Hot, 1959) de Billy Wilder avec Jack Lemmon, Tony Curtis et Marilyn Monroe.
- Cambio de sexo (1977) de Vicente Aranda.
- Change-moi ma vie (2001) de Liria Bégéja.
- Chouchou (2003) de Merzak Allouache avec Gad Elmaleh.
- Color of Night (1994) de Richard Rush avec Jane March.
- Comme une femme (1980) de Christian Dura.
- Connie et Carla (2004) de Michael Lembeck.
- Cut Sleeve Boys (2006) de Ray Yeung.
- Dans la peau d'une blonde (Switch, 1991), comédie fantastique américaine de Blake Edwards avec Ellen Barkin.
- Dr Jekyll et Sister Hyde (Dr Jekyll and Sister Hyde, 1971), film de Roy Ward Baker.
- Dr Jekyll et Ms Hyde (1995) de David Price, avec Sean Young, Lysette Anthony, Jeremy Piven.
- Elle ou lui (Belle al bar, 1994) de et avec Alessandro Benvenuti, Eva Robin's.
- Ed Wood (1994) de Tim Burton avec Johnny Depp.
- Embrasse-moi Pasqualino ! (Come mi vuoi, 1997) de Carmine Amoroso, avec Enrico Lo Verso, Vincent Cassel, Monica Bellucci.
- Extravagances (To Wong Foo, Thanks for Everything Julie Newmar, 1995) de Beeban Kidron.
- FBI : Fausses blondes infiltrées (2004) de Keenen Ivory Wayans avec Shawn Wayans, Marlon Wayans, Jaime King.
- Funny Boy (1987) de Christian Le Hémonet avec Gérard Lecaillon, Valérie Mairesse, Anaïs Jeanneret.
- Louis ou Louise (1953) d'Ed Wood.
- He's My Girl (1987) de Gabrielle Beaumont avec Thomas Kent Carter, David Hallyday, Jennifer Tilly.
- Hedwig and the Angry Inch (2001) de John Cameron Mitchell.
- Je ne voudrais pas être un homme (Ich möchte kein Mann sein, 1918), moyen-métrage d'Ernst Lubitsch.
- Jeux d'artifices (1987) de Virginie Thévenet, avec Myriam David, Gaël Seguin, Ludovic Henry, Arielle Dombasle.
- Julie, chevalier de Maupin (2004) de Charlotte Brandström, avec Sarah Biasini, Pietro Sermonti, Pierre Arditi.
- Kinky Boots (2005) de Julian Jarrold, d'après l'histoire véridique de l'entreprise Divine dans le village anglais de Earls Barton.
- L'Année des treize lunes (In einem Jahr mit 13 Monden, 1981) de Rainer Werner Fassbinder.
- L'Auberge du Spessart (1957) de Kurt Hoffmann.
- La Cage aux folles (1978) et La Cage aux folles 2 (1980) d'Édouard Molinaro, La Cage aux folles 3 (1985) de Georges Lautner avec Michel Serrault.
- La Fille au fouet (1952) de Jean Dréville avec Véronique Deschamps, Gaby Morlay et Michel Simon.
- La folie des grandeurs (1971) de Gérard Oury avec Louis de Funès.
- La Loi du désir (1986) de Pedro Almodóvar.
- La Mauvaise Éducation (2004) de Pedro Almodóvar.
- La Meilleure Façon de marcher (1976) de Claude Miller.
- La Nuit des rois (Twelfth Night: Or What You Will, 1996) de Trevor Nunn.
- La piel que habito (2007) de Pedro Almodóvar.
- La Travestie (1988) de Yves Boisset avec Zabou Breitman.
- La Vengeance d'un acteur (Yukinojô henge daiippen, 1935) de Teinosuke Kinugasa avec Kazuo Hasegawa.
- La Vengeance d'un acteur (Yukinojô henge, 1963) de Kon Ichikawa avec Kazuo Hasegawa.
- Le Baiser de la femme araignée (Beijo da mulher aranha, 1985), film de Héctor Babenco d'après le roman de Manuel Puig avec William Hurt, Raúl Juliá, Sonia Braga.
- Le Locataire (1976) de Roman Polanski.
- Le Lézard noir (Kurotokage, 1968) de Kinji Fukasaku, composé autour de la star japonaise trans Akihiro Miwa.
- Le Mystère Alexina (1985) de René Féret avec Philippe Vuillemin.
- Le Roi des masques (Bian lian, 1996) de Wu Tianming.
- Le Roi et le Clown (2005) de Lee Joon-ik, d'après l'histoire du roi coréen Yeonsangun et du saltimbanque Gong-gil.
- Le Secret du chevalier d'Éon (1959) de Jacqueline Audry.
- Les Amours d'Astrée et de Céladon (2007) de Éric Rohmer avec Cécile Cassel, Andy Gillet, Stéphanie Crayencour.
- Les Damnés (1969) de Luchino Visconti.
- Les Décimales du futur (1973) (The Final Programme) de Robert Fuest, d'après le du roman Le Programme final de Michael Moorcock, premier tome des Aventures de Jerry Cornelius.
- Les Fugitifs (1986) de Francis Veber avec Pierre Richard, Gérard Depardieu.
- M. Butterfly (1993) de David Cronenberg avec John Lone.
- Ma sœur est un chic type (1994) de Mathias Ledoux avec Dominique Lavanant et Pierre Palmade.
- Madame Doubtfire (1993) de Chris Columbus avec Robin Williams.
- Madame Édouard (2004) de Nadine Monfils avec Didier Bourdon, Michel Blanc, Josiane Balasko.
- Madame Satã (2001) de Karim Aïnouz.
- Ma femme s'appelle Maurice (2002) de Jean-Marie Poiré avec Régis Laspalès, Philippe Chevallier.
- Mauvais Genres (2001) de Francis Girod.
- Ma vie en rose (1997) de Alain Berliner avec Michèle Laroque.
- Miss Mona (1987) de Mehdi Charef avec Jean Carmet.
- Madame Irma (2006) de et avec Didier Bourdon et Yves Fajnberg.
- Mob Queen (Rose Mafia, 1998) de Jon Carnoy, avec Candis Cayne.
- Myra Breckinridge (1970) de Michael Sarne avec Mae West, John Huston, Raquel Welch.
- Nettoyage à sec (1997) de Anne Fontaine.
- Personne n'est parfaite (Nobody's perfect) (1990) de Robert Kaylor avec Chad Lowe, Patrick Breen, Gail O'Grady, Robert Vaughn.
- Orlando (1992) de Sally Potter avec Tilda Swinton et Billy Zane, d'après le roman homonyme de Virginia Woolf.
- Le Secret de Peacock (2010) de Michael Lander, avec Cillian Murphy, Susan Sarandon et Keith Carradine.
- Pédale douce (1996) de Gabriel Aghion avec Patrick Timsit, Fanny Ardant, Richard Berry.
- Personne n'est parfait(e) (Flawless, 1999) de Joel Schumacher, avec Philip Seymour Hoffman et Robert De Niro.
- Pigalle (1994) de Karim Dridi avec Blanca Li dans le rôle de Divine.
- Priscilla, folle du désert (1994) de Stephan Elliott.
- Pulsions (Dressed to kill, 1981) de Brian De Palma avec Michael Caine.
- Ran (1984) de Akira Kurosawa avec Pita, Tatsuya Nakadai.
- Rendez-moi ma peau… (1980) de Patrick Schulmann.
- Satreelex, the Iron Ladies (2000-2003) de Yongyooth Thongkonthun.
- Queens ou Tu seras une femme mon fils (2003) de Ilka Franzmann.
- Shakespeare in Love (1999) de John Madden.
- She's the Man (2006) de Andy Fickman avec Amanda Bynes, d'après la pièce de Shakespeare, La Nuit des rois.
- Shortbus (2006) de John Cameron Mitchell.
- Si j'étais elle (2004) de Stéphane Clavier avec Hippolyte Girardot, Hélène de Fougerolles, Thierry Lhermitte.
- Soap (2007) de Pernille Fischer Christensen.
- Soldier's Girl (2003) de Frank Pierson d'après l'histoire vraie d'un jeune soldat battu à mort pour être tombé amoureux d'une femme trans vedette d'un night-club.
- Stage Beauty (2004) de Richard Eyre avec Billy Crudup, Claire Danes, Rupert Everett.
- Statross le Magnifique (2006) de Rémi Lange avec Pascale Ourbih, Jann Halexander.
- Sylvia Scarlett (1935) de George Cukor avec Katharine Hepburn, Cary Grant, Brian Aherne, Edmund Gwenn, Nathalie Paley, Dennie Moore.
- Tarnation (2004) de Jonathan Caouette.
- Talons aiguilles (1991) de Pedro Almodóvar avec Miguel Bosé et Victoria Abril.
- Tenue de soirée (1986) de Bertrand Blier avec Gérard Depardieu, Miou-Miou, Michel Blanc.
- The Crying Game (1992) de Neil Jordan avec Jaye Davidson, Stephen Rea.
- The Rocky Horror Picture Show (The Rocky Horror Picture Show, 1975), comédie musicale de Richard O'Brien avec Tim Curry dans le rôle du travesti Frank'n Furter.
- The Triple Echo (Soldier in Skirts, 1973) de Michael Apted avec Brian Deacon, Glenda Jackson, Oliver Reed.
- Thelma (2001) de Pierre-Alain Meier avec Pascale Ourbih.
- Tiresia (2003) de Bertrand Bonello.
- Tootsie (1982) de Sydney Pollack avec Dustin Hoffman.
- Torch Song Trilogy (1988) de Paul Bogart et Harvey Fierstein.
- Rémi contre la poutre de Bamako (2009) de Adrien.Ch avec Rémi.Al dans son propre rôle.
- Tout sur ma mère (1999) de Pedro Almodóvar.
- Transamerica (2005) de Duncan Tucker.
- Transgeneration (2005) de Jeremy Simmons.
- Une famille allemande (Agnes and seine Brüder, 2004) de Oskar Roehler avec Martin Weiß (de).
- Victor Victoria (1982) de Blake Edwards avec Julie Andrews.
- Viktor und Viktoria (1933) de Reinhold Schünzel.
- Wild Side (2004) de Sébastien Lifshitz.
- Yentl (1983) de et avec Barbra Streisand.

Documentaires
- Crossdresser (2009) de Chantal Poupaud
- Des saris et des hommes (2006) de Thomas Wartmann, film documentaire sur la vie de trois hijrasde Bombay.
- Gendernauts (1999), documentaire de Monika Treut sur les personnes transgenres de San Francisco.
- Next Station Nana (2007), documentaire de Marina Oboussier et Arthur Manz.
- Nous n'irons plus au bois (2007), documentaire de Josée Dayan.
- Woubi Chéri (1998), documentaire de Philip Brooks et Laurent Bocahut[21].

### Télévision
- Ma sœur est moi (2008), téléfilm de Didier Albert avec Grégori Baquet et Bernadette Lafont.
- Mon oncle Charlie (2004), épisode 18 Copain copine (saison 1), avec Chris O'Donnell.
- New York, unité spéciale (2003), épisode 22 Le Corps d'un autre (saison 4) avec Katherine Moennig.
- Pretty/Handsome (2008) de Ryan Murphy avec Joseph Fiennes.

### Animation
- Dans La Rose de Versailles (Lady Oscar) son père désirant un garçon décida à la naissance de son dernier enfant — qui était une fille — de la faire élever comme un garçon (escrime, équitation, habillement). Oscar se plie sans contrainte à cela jusqu'au moment où elle rencontre Fersen, que le conte de Girodelle la demande en mariage, qu'André, son ami d'enfance, lui déclare sa flamme, et qu'un soir elle alla au bal de la cour vêtue en femme. Peu avant la fin elle annonce à ses hommes de la garde de Paris qu'elle est une femme, Avant de mourir sous le feu de la prise de la Bastille.
- Bugs Bunny pratique occasionnellement le travestissement, en général pour tromper l'un de ses adversaires. Sa transformation est en général si efficace que ces derniers (particulièrement Elmer Fudd, qui en général a essayé de le tuer quinze secondes auparavant) sont abasourdis par son charme féminin. Elmer Fudd et Daffy Duck pratiquent aussi le travestissement dans certains cartoons des Warner Brothers[22].
- Genesis Climber Mospeada fut probablement le premier anime faisant intervenir un travesti habituel parmi les protagonistes. Yellow Belmont, un ex-soldat, pratique le travestissement afin d'éviter les représailles envers les soldats menées par les Invid et d'autres, et devient une pop-star. Beaucoup de personnes admirent Yellow sans se rendre compte que derrière la pop-star se cache un homme.
- Utena, la fillette révolutionnaire (en japonais 少女革命ウテナ　Shōjo Kakumei Utena) est probablement l'un des exemples les plus communs d'animation japonaise traitant de travestissement. Le personnage principal, Utana Tenjou, pratique le travestissement car elle désire se faire passer pour un prince héroïque. Revolutionary Girl Utena est inspiré d'un autre anime, antérieur, Lady Oscar (ベルサイユのばら - Berusaiyu no bara) - dans lequel l'un des personnages principaux, commandant de la Garde Royale, est une femme appelée Oscar, qui a été éduquée en tant qu'un garçon par son père et porte constamment des vêtements masculins.
- Dans Bob l'éponge, Bob apparaît habillé brièvement en femme dans quatre épisodes. Dans l'épisode That's No Lady (« C'est pas une femme »), son ami Patrick Étoile de mer se déguise en une jeune fille appelée Patricia.
- Dans Mes parrains sont magiques, Timmy Turner, Cosmo, le père de Timmy, et Denzel Q. Crocker pratiquent parfois le travestissement dans plusieurs épisodes.
- James de la Team Rocket (Pokémon) se déguise fréquemment en femme. Sa partenaire Jessie, pratique plus occasionnellement le travestissement, mais environ deux fois moins que James. L'un des épisodes les plus notables dans lequel James se déguise est l'épisode censuré Beauty and the Beach dans lequel il se procure des seins gonflables afin de concourir dans un concours de beauté. Dans d'autres épisodes, le protagoniste Sacha s'habille en femme.
- Dans la série Naruto, Haku, l'un des sbires de Zabuza s'habille en femme et a une voix féminine, mais est un homme. Ceci sème la confusion parmi les personnages comme parmi les spectateurs : est-ce un travesti ou une transsexuelle ?
- Le long-métrage d'animation des studios Disney Robin des Bois (1973) inclut une séquence dans laquelle Robin et Petit Jean se déguisent en diseuses de bonne aventure afin de voler le trésor du Prince Jean tandis que ce dernier est distrait par les fausses prédictions de Robin. Petit Jean porte de gros faux seins, dans lesquels il cache son butin, et flirte avec l'un des gardes du Prince.
- Sailor Moon inclut deux travestis : Zoicite dans l'épisode 36 de la première saison, et Fish-Eye dans la saison Super S (il ressemble à une femme, et préfère faire souffrir les hommes alors que ses partenaires, Tiger's-Eye et Hawk's-Eye préfèrent les filles, Tiger préférant les jeunes et Hawk les plus âgées). Toutefois, dans les doublages anglais de ces saisons, Zoicite et Fish-Eye deviennent des femmes.
- Mulan traîte d'une jeune fille pratiquant le travestissement afin d'épargner la guerre à son père et de combattre à sa place.
- Dans Bobobo-bo Bo-bobo, Don Patch et Bobobo pratiquent régulièrement le travestissement (par exemple dans l'épisode 29).
- Dans I My Me! Strawberry Eggs, un anime japonais, un homme s'habille en femme avec l'aide de sa propriétaire afin d'obtenir un emploi dans une école de filles.
- Dans High School! Kimengumi, encore un anime Japonais, les cinq personnages principaux pratiquent le travestissement régulièrement.
- Dans Slayers, la plupart des personnages principaux masculins se travestissent afin de réaliser leurs plans.
- Dans Ranma ½, le personnage Ranma Saotome est un garçon qui change de sexe quand il est arrosé d'eau chaude ou froide, ce à cause d'une malédiction chinoise. Cette particularité est l'un des éléments principaux de la série. Ainsi, il se retrouve régulièrement habillé avec des vêtements inadaptés à son sexe apparent. Toutefois, son identité de genre est clairement et très fortement masculine, et il ne fait aucun effort pour paraître féminin quand son corps s'y prêterait. Il porte en général des vêtements masculins, même avec un corps féminin. Un autre personnage de la série, Tsubasa Kurenai, présenté au début comme une lesbienne, s'avère être en fait un travesti hétérosexuel (travesti).
- Dans Inu-Yasha, Jakotsu, l'un des membres de la Bande des Sept, est un homme, mais s'habille en femme afin de pouvoir flirter avec les garçons. Il déteste les femmes et est considéré comme homosexuel.
- Dans Fruits Basket, Ritsu est un garçon, mais s'habille en fille. Il s'habille ainsi car il craint de ne pas satisfaire ses parents en tant qu'homme, et donc ressembler à une fille lui apporte un certain réconfort.
- Dans Dual Parallel Trouble Adventures, Kasuki, le personnage principal, doit se déguiser en fille afin de pouvoir piloter le vaisseau que seules les femmes peuvent piloter, Harusime.
- Dans un épisode des Aventures de Sonic, Sonic et Tails sont aspirés dans un conte de fées (Hansel et Gretel), Sonic jouant Hansel, Tails jouant Gretel et le Dr Robotnik interprétant la sorcière. Environ une minute après avoir été aspiré, Tails remarque qu'il porte un attirail féminin. Sonic, qui a l'habitude de se déguiser dans cette série, pratique généralement le travestissement dans ce but.
- Dans le dessin animé canadien Being Ian, Sandi s'habille en garçon, et se fait appeler Sammy Rocker afin de pouvoir participer à un tournoi de boxe. Plus tard, dans l'épisode Out-of-Focus Group, Ian prend la place de Vicki dans un concours de danse en se déguisant en femme.
- Dans The Amazing Adrenalini Brothers, le court-métrage Cape of Majesty! présente Adi tombant sur la garde robe d'Elizabeth II et portant ses vêtements et une perruque.
- Dans Happiness!, Jun Watarase, l'un des meilleurs amis du personnage principal, est un garçon pratiquant le travestissement (malgré son apparence féminine, c'en est un).
- Dans Le Laboratoire de Dexter, Dee-Dee déguise parfois Dexter en fille. On peut par exemple évoquer l'épisode Remember Me? dans lequel Dexter, à la suite d'un accident, perd la mémoire, se faisant alors déguiser en fille par Dee-Dee.
- Dans You're Under Arrest, Aoi Futaba était un homme se déguisant en femme dans le cadre de son travail pour l'escadron Anti-Chikan. Au fil du temps, ses manières sont devenues celles d'une femme, bien que les femmes de Bokuto Station le rejettent au début, elles finissent par l'accepter tel qu'il est.
- Dans Gankutsuou, Peppi est un garçon se déguisant en fille qui réussit à tromper l'un des personnages principaux masculins, Albert, qui pense être tombé amoureuse d'elle.
- Dans South Park, Eric Cartman s'habille assez souvent en fille pour obtenir ce qu'il désire. Par exemple, dans Freak Show, il se fait passer pour une fille hystérique afin de pouvoir passer au Maury Show. Butters Stotch pratique aussi le travestissement à l'occasion, bien moins fréquemment mais pour des périodes de temps généralement plus importantes.
- Dans Géraldine d'Arthur de Pins, Gérard se réveille un matin transformé en femme. Il devra faire face à sa petite amie, s'occuper de ses nouvelles caractéristiques corporelles non désirées, et faire face aux défis d'être une femme dans la société.

### Manga
Dans le manga japonais Urusei Yatsura (1978-1987), créé par Rumiko Takahashi et publié par Shogakukan, un personnage féminin appelé Ryuunosuke porte une chemise blanche arborant le caractère chinois « Homme » dans le dos, et un pantalon identiquement décoré, ainsi que tout un attirail masculin, ce à cause du fait que son père insiste lourdement sur le fait que son enfant est un garçon. Plus récemment, dans le manga japonais d'action Gunslinger Girl (2003), publié aux États-Unis par ADV, l'un des personnages féminins, ayant subi un lavage de cerveau pour la transformer en assassin, prend du plaisir à porter des costumes masculins et des cravates.
On peut aussi citer le manga comique No Bra traitant d'une jeune transsexuelle amoureuse du narrateur, qui, bien qu'amoureux, a peur d'elle.
On peut aussi citer le manga Demon Slayer, dans l'arc du Quartier des Plaisirs, où les personnages de Tanjiro Kamado, Zenitsu Agatsuma et Inosuke Hashibira se travestissent brièvement en femmes et adoptent des noms féminins pour s'infiltrer dans le quartier de Yoshiwara, à la recherche d'un démon caché parmi les oiran.

### Jeux vidéo
- Dans Final Fantasy V, Faris est la capitaine d'un équipage de pirates, qui s'habille et se présente en tant qu'homme.
- Dans l'une des scènes les plus comiques de Final Fantasy VII, Cloud Strife, le protagoniste, se déguise en femme pour s'introduire dans un lupanar.
- Dans le premier jeu de la série des Art of Fighting, King, qui plus tard deviendra l'un des personnages principaux de ces jeux, s'habille en tant qu'homme pour cacher son genre réel, à cause d'une défaite honteuse qu'elle a subi dans un tournoi d'arts martiaux en se présentant en tant qu'homme. Il peut être révélé que King est une femme si le joueur l'élimine avec un coup spécial, déchirant ainsi as chemise. Plus tard, tout le monde a su que King était une femme, mais elle continue toujours à porter un attirail masculin.
- Dans les Guilty Gear, Bridget est un garçon qui ressemble, est nommé et s'habille comme une fille, parce que le village dans lequel il est né croit que la naissance de jumeaux mâles apporte le malheur. Comme Bridget lui-même est membre d'une paire de jumeaux mâles, il s'est toujours présenté ainsi depuis son enfance.
- Dans la série des Angelique, le personnage Olivie est toujours présenté comme une femme sophistiquée et classieuse, souvent revêtue de cosmétiques et d'ongles décorés.
- Dans Tokimeki Memorial, Rei s'habille en homme et va à l'école en tant qu'homme. Son secret peut seulement être révélé dans sa fin amoureuse.
- Dans StarTropics, Mike doit s'habiller en femme pour entrer dans un royaume exclusivement féminin.
- Dans The Legend of Zelda: Ocarina of Time, la princesse Zelda se présente sous forme masculine, sous le nom de Sheik.
- Dans The Legend of Zelda: Breath of the Wild, Link s'habille en femme pour s'introduire dans le village des Gerudos, peuple exclusivement féminin.
- Dans Monkey Island 2: LeChuck's Revenge, Guybrush doit porter une robe rose pour participer à un bal costumé.
- Vers la fin de Mario and Luigi: Superstar Saga, Luigi se déguise en Princesse Peach. Il fait la même chose dans le comic Super Mario Adventures comic, et Peach porte alors les vêtements du plombier vert.
- Dans RuneScape, pour effectuer la Wanted Quest, si le personnage est un homme, il doit changer son genre. Le Prince Ali doit pratiquer le travestissement pour passer pour Lady Kali.
- Dans Future Perfect quand Cortez et Harry Tipper doivent s'infiltrer dans un compound, Harry doit porter des vêtements féminins pour y entrer. Il fait un certain effet aux gardes, qui pensent qu'il est une femme malgré une moustache tout à fait apparente.
- Dans Dead Rising on peut faire en sorte que Frank West, le personnage principal, s'habille en femme dans l'une des nombreuses boutiques de vêtements féminins rencontrées au cours du jeu.
- Dans Crash Tag Team Racing, Docteur N. Gin demande à Crash de lui acheter une robe de danseuse ballerine pour qu'il puisse se sentir « chou », notamment pour augmenter son amour-propre mais aussi son caractère efféminé. N. Gin peut porter le tutu en tant que costume alternatif.